# ناردوار المنديل البشري
جون روسكن (بالإنجليزية: John Ruskin، و. 5 يوليو 1968) وهو معروف باسمه الفني ناردوار المنديل البشري (Nardwuar the Human Serviette، ناردوار ذا هيومان سرفيات)، هو محاور وموسيقي من مدينة فانكوفر الكندية.  هو المغني الرئيسي وعازف البيانو في فرقة «ذا إفابورايترز»  ويعزف في «ذي كوبلنز». يشتهر بمقابلاته مع مشاهير الموسيقى والثقافة الشعبية وأسلوبه غير الاعتيادي في إجراء المقابلات.
أبتدأ ناردوار مهنته في الإعلام في قناة جامعة كولومبيا البريطانية للراديو "CITR 101.9 FM" في فانكوفر. برنامجه كان وما زال يذاع مساء كل يوم الجمعة منذ أكتوبر 1987. يضم البرنامج خليطا متنوعا من الموسيقى المختارة، جانبا إلى مقابلات وثرثرة. مع أنه يفضل مقابلة الفنانين الموسيقيين، فقال ناردوار إنه سيقابل أي مشهور.

## روابط خارجية
- ناردوار المنديل البشري على موقع IMDb (الإنجليزية)
- ناردوار المنديل البشري على موقع ميوزك برينز (الإنجليزية)
- ناردوار المنديل البشري على موقع ديسكوغز (الإنجليزية)
- Nardwuar.com
- Nardwuar المستخدم على الصفحة Youtube.com
- حلقة من أولغا روسكين، لدينا رواد الجيران